# Uranium 233
table
L’uranium 233, noté 233U, est l'isotope de l'uranium dont le nombre de masse est égal à 233 : son noyau atomique compte 92 protons et 141 neutrons, a un spin 5/2+, pour une masse atomique de 233,039 63 g/mol. Il est caractérisé par un excès de masse de 36 919,1 ± 2,3 keV et une énergie de liaison nucléaire par nucléon de 7 604,0 keV. Il possède une demi-vie d'environ 159 190 ans.
C'est un isotope fissile issu du thorium 232 au cours du cycle du thorium. L'uranium 233 a fait l'objet de recherches pour usages militaire et civil, mais il n'a jamais été utilisé hors expérimentation pour l'un ou pour l'autre, même s'il a été utilisé avec succès dans des réacteurs nucléaires expérimentaux.

## Production
L'uranium 233 est produit par irradiation neutronique du thorium 232 ; lorsque le thorium 232 absorbe un neutron, il se transforme en thorium 233, qui a une demi-vie de 22 minutes. Le thorium 233 se désintègre ensuite en protactinium 233 par désintégration β−. Ce dernier a une demi-vie de 27 jours et se désintègre à son tour par radioactivité β− en uranium 233. 
1
0n + 232
90Th ⟶ 233
90Th {\displaystyle {\xrightarrow {\beta ^{-}}}} 233
91Pa {\displaystyle {\xrightarrow {\beta ^{-}}}} 233
92U.
Certains ont proposé des modèles de réacteur nucléaire à sels fondus pour isoler physiquement le protactinium afin d'empêcher une capture neutronique supplémentaire parasite avant cette désintégration β.

## Propriétés
L'uranium 233 se fissionne généralement par capture neutronique, mais il arrive qu'il conserve ce neutron et se transforme en uranium 234. Le ratio capture sur fission est à ce titre plus petit que ceux des deux autres isotopes fissiles majeurs, l'uranium 235 et le plutonium 239 ; il est aussi plus bas que celui du plutonium 241, un isotope à vie courte, mais plus grand que celui du neptunium 236, un isotope très difficile à produire.

## Historique

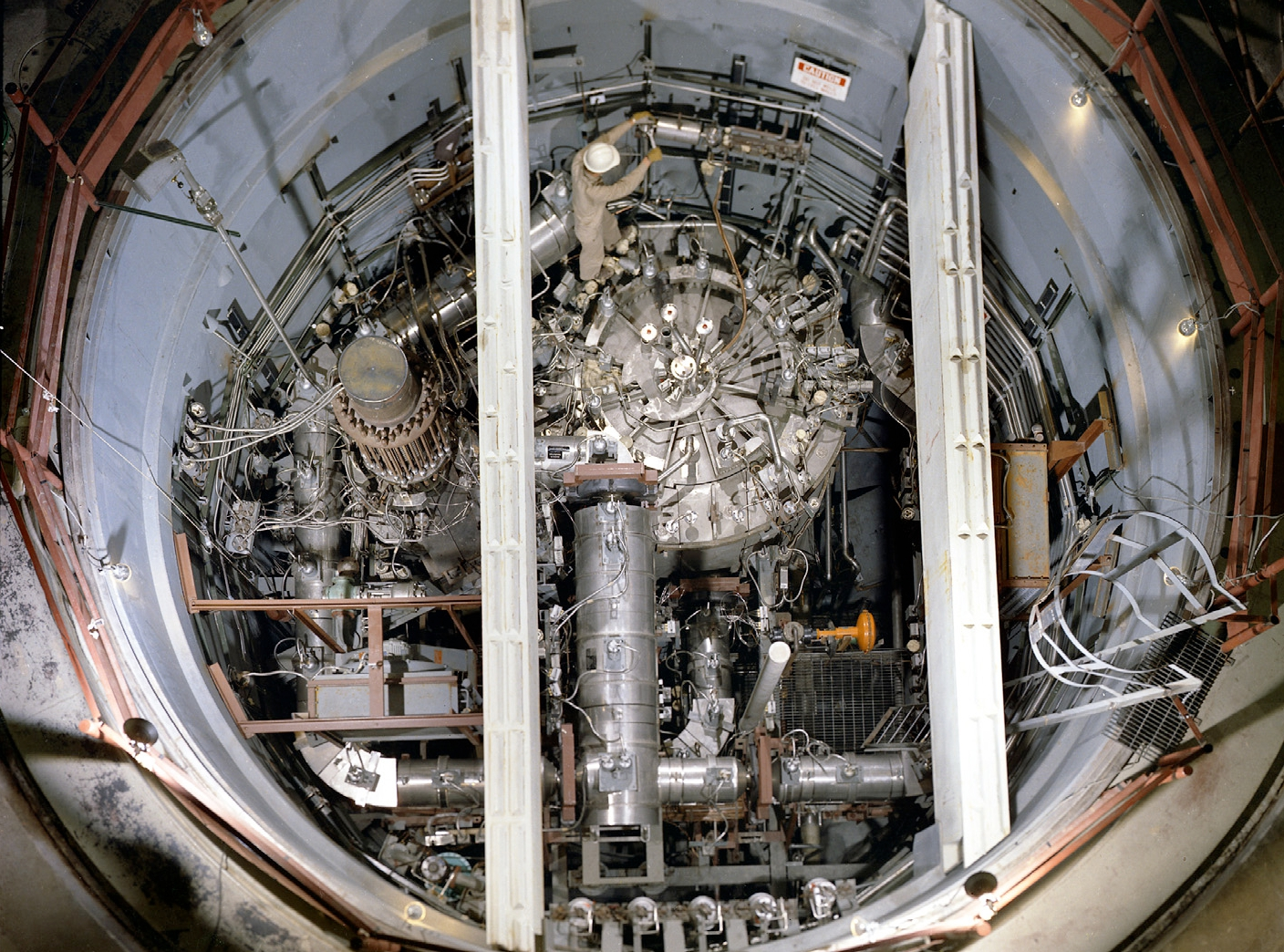
Réacteur nucléaire expérimental à sels fondus.

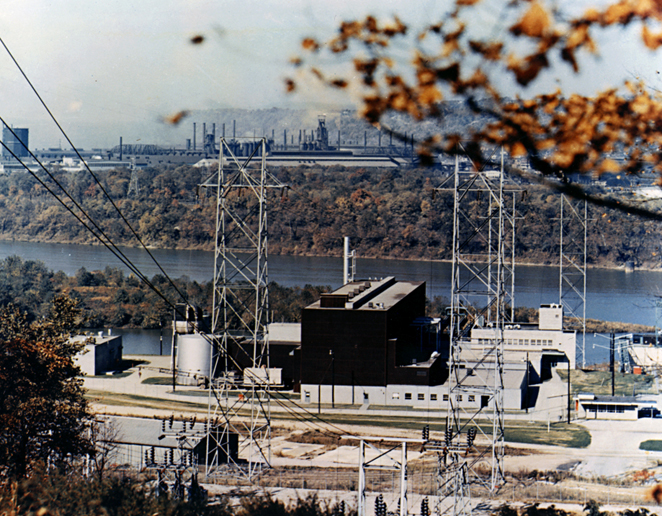
Réacteur nucléaire de Shippingport.

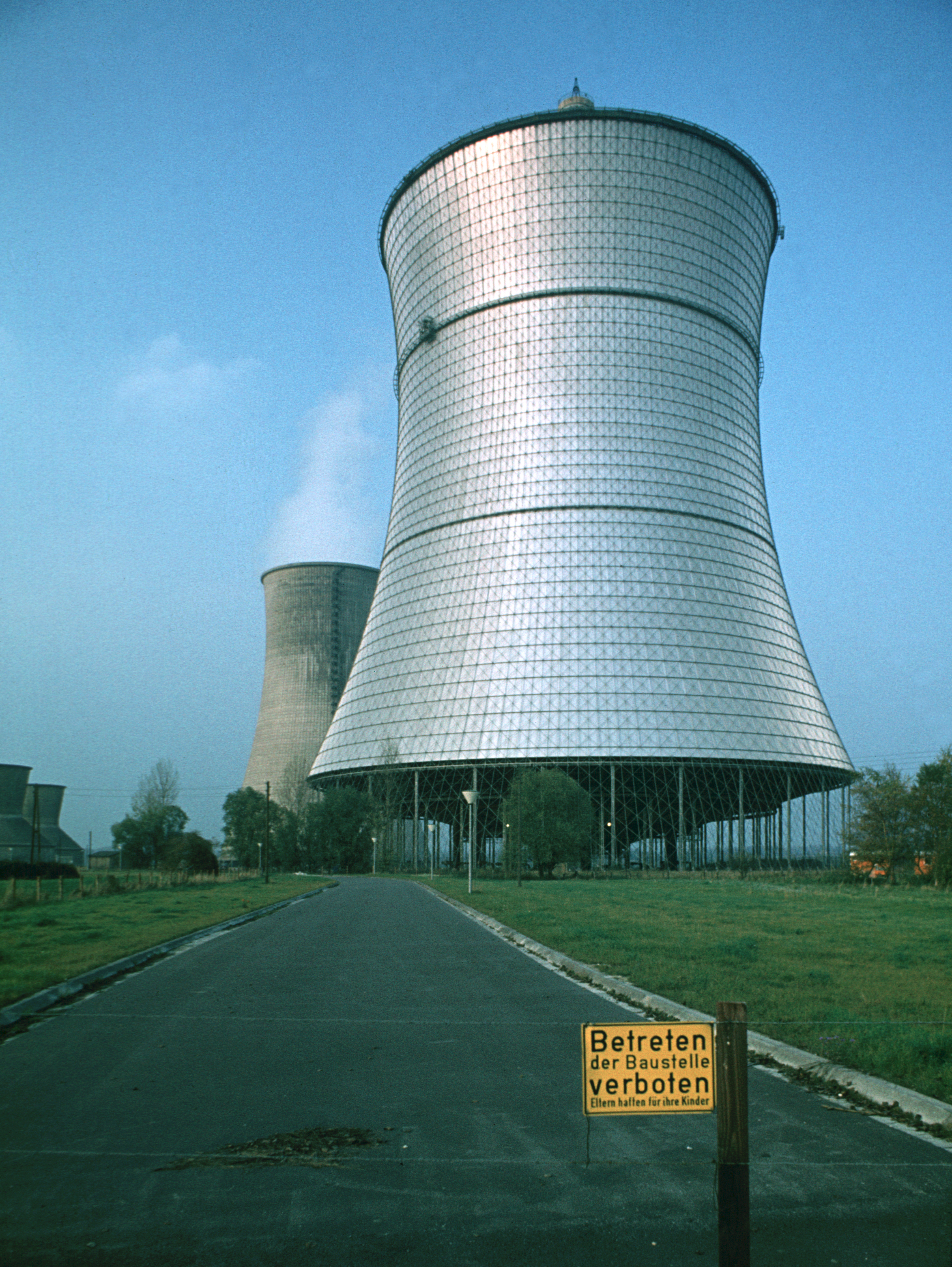
Centrale allemande THTR-300.

Le public a été informé pour la première fois en 1946 que de l'uranium 233 produit à partir du thorium était « une troisième source disponible d'énergie nucléaire et de bombe atomique » (de même que 235U et 239Pu), par un rapport de l'ONU est un discours de Glenn T. Seaborg,.
Pendant la Guerre froide, les États-Unis ont produit environ deux tonnes d'uranium 233, de puretés chimiques et isotopiques variées. Elles ont été produites au complexe nucléaire de Hanford et au Savannah River Site, dans des réacteurs prévus pour produire du plutonium 239. Les coûts de production, estimés à partir de ceux de production de plutonium, furent d'environ deux à quatre millions de dollars US par kilogramme. Il existe à l'heure actuelle très peu de réacteurs dans le monde capables de produire de façon significative de l'uranium 233.

## Utilisation comme combustible nucléaire
L'uranium 233 a été utilisé comme combustible dans différents types de réacteurs et est proposé comme combustible pour plusieurs nouveaux modèles (voir le cycle du combustible nucléaire au thorium), toujours produit à partir du thorium. L'uranium 233 peut être produit soit dans des réacteurs à neutrons rapides, soit dans des réacteurs à neutrons thermiques, contrairement aux cycles à base d'uranium 238 qui requièrent un réacteur à neutrons rapides pour produire du plutonium afin de produire plus de matériau fissile que de matériau consommé.
La stratégie à long terme du programme nucléaire de l'Inde, qui possède des réserves importantes de thorium, est de passer à un programme nucléaire à base d'uranium 233 produit à partir du thorium.

### Énergie dégagée
La fission d'un atome d'uranium 233 produit 197,9 MeV, soit 3,171 × 10−11 J, qui correspond à 19,09 TJ/mol ou 81,95 TJ/kg.
| Source                                                                                           | Énergie dégagée moyenne (MeV) |
| ------------------------------------------------------------------------------------------------ | ----------------------------- |
| Énergie dégagée instantanément                                                                   |                               |
| Énergie cinétique des produits de fission                                                        | 168,2                         |
| Énergie cinétique des neutrons prompts                                                           | 4,9                           |
| Énergie des rayons γ prompts                                                                     | 7,7                           |
| Énergie de désintégration des produits de fission                                                |                               |
| Énergie des particules β−                                                                        | 5,2                           |
| Énergie des anti-neutrinos                                                                       | 6,9                           |
| Énergie des rayons γ retardés                                                                    | 5,0                           |
| Somme, moins les anti-neutrinos échappés                                                         | 191,0                         |
| Énergie relâchée lorsque les neutrons prompts qui ne (re)produisent pas de fission sont capturés | 9,1                           |
| Énergie convertie en chaleur dans un réacteur nucléaire thermique                                | 200,1                         |